# Exogamie
Exogamie (altgriechisch éxō „außen, heraus“, und gámos „Hochzeit“: Außenheirat) bezeichnet in der Ethnosoziologie eine Heiratsregel, die Eheschließungen außerhalb der eigenen sozialen Gruppe bevorzugt oder vorschreibt, der Partner soll beispielsweise aus einer anderen Großfamilie, Abstammungsgruppe, Stammesgruppe oder sozialen Schicht kommen. Ihr Gegenteil ist die Endogamie, bei der innerhalb der eigenen Gruppe geheiratet wird oder werden soll, beispielsweise bei der Bintʿamm-Heirat im arabischen Kulturraum. Beide Regeln gründen auf jeweiligen moralischen, religiösen oder rechtlichen Vorstellungen von der eigenen und der anderen Gruppenzugehörigkeit und welchen Gruppen heiratsfähige Personen angehören.
In biologischer Hinsicht vermehrt Exogamie die selektiven Gelegenheiten für evolutionären Variationenreichtum.

## Formen
Wie alle Heiratsregeln kann Exogamie als Sollerwartung (präferentiell) oder als vorgeschriebene Norm (präskriptiv) wirken. Bei einem Exogamiegebot werden Heiraten innerhalb der gleichen Gruppe nicht geduldet und ein Exogamiebruch wird mit dem Ausschluss aus der Gruppe oder sogar dem Tode bestraft (so früher beim Tolai-Volk in Papua-Neuguinea). Solche Heiratsverbote müssen aber unverheirateten Mitgliedern nicht verbieten, sexuelle Partnerschaften mit Angehörigen der eigenen Gruppe einzugehen.
Die Exogamieregel kann grundsätzlich enger oder weiter gefasst sein und sich auf die nahen Verwandten oder auf weiter entfernte Verwandtschaft beziehen, beispielsweise den Clan oder eine örtliche Gruppierung (siehe auch Anisogamie: Heirat außerhalb der eigenen sozioökonomischen Statusgruppe). Da fast alle der weltweit erfassten 1300 indigenen Völker und Ethnien der Inzestschranke gegenüber leiblichen Eltern und Geschwistern folgen („Mindest-Exogamie“), bezeichnet exogam nicht das übliche „Hinausheiraten“ aus der eigenen Kernfamilie. Exogamie bezieht sich auf größere Gruppierungen wie beispielsweise Abstammungsgruppen (Lineages) oder ganze Erblinien (Moieties), die sich als soziale Einheit verstehen und Heiraten innerhalb ihrer Gemeinschaft nicht erlauben. So kann das gegenseitige exogame Heiraten zwischen zwei (oder mehreren) Gruppen zur Grundlage ihrer Allianzbildung werden, die eine weitergehende Zusammenarbeit beinhaltet.
Fast immer existieren in Gruppen und Gesellschaften gleichzeitig mit exogamen Bestimmungen auch (übergeordnete) endogame Heiratsregeln, die sich auf örtliche, wirtschaftliche, politische, religiöse, ethnische oder andere Zugehörigkeiten oder auf Altersgruppen beziehen, manchmal auch auf die Abstammung von einem gemeinsamen Vorfahren (Kosanguinität unterschiedlichen Grades): Während der Ehepartner nicht aus der eigenen sozialen Untergruppe kommen darf, soll er aber grundsätzlich der gleichen Gemeinschaft angehören, beispielsweise auch jüdischen Glaubens sein oder zur selben Kaste gehören (siehe auch Isogamie: Heiraten innerhalb der gleichen Schicht).
Für die Stellung des Einzelnen ist entscheidend, ob die Exogamie durch Matrilinearität oder Patrilinearität verwirklicht wird.

## Entstehung
Der französische Ethnologe Claude Lévi-Strauss versuchte 1949 in seinen Studien den Zusammenhang zwischen Exogamie und der Vermeidung von Inzest (Paarung zwischen Blutsverwandten) aufzuweisen, Heirat sei eine systematische Form des Austausches zwischen sozialen Gruppen, die sich aus dem Inzestverbot entwickelt habe (siehe Inzest: Wissenschaftliche Erklärungsansätze). Die Ausdehnung der ursprünglichen Inzestschranke (zwischen Eltern und Kindern und zwischen Geschwistern) auf einen größeren Teil der Verwandtschaft würde exogames Heiraten außerhalb der eigenen Gruppe notwendig machen. Dies würde den gegenseitigen Austausch und das Zusammenwirken (Kooperation) von größeren, über die eigene Abstammungsgruppe hinausgehenden Gemeinschaften erfordern. Das zeigt sich insbesondere in der bei matrilinearen Kulturen weit verbreiteten Kreuzcousinenheirat, in Verbindung mit einer symmetrischen Austauschbeziehung, bei der eine Gruppe die Zuführung einer Frau mit der Abgabe einer anderen an deren Clan oder durch Ringtausch an eine andere auszugleichen hat. Die Eheschließung mit der Kreuzcousine ist eine exogame Heiratsregel, weil die Cousine – anders als bei der seltenen Parallelcousinenheirat – einer anderen sozialen Gruppe zugeordnet ist als ihr Kreuzcousin; sie lebt in einer patrilokalen Gesellschaft als Kind der vaterseitigen Tante in einem anderen Clan.
Die Ableitung der exogamen Heiratsregeln vom Inzestverbot wird in der neueren Ethnosoziologie abgelehnt, da Mädchen oder Frauen in vielen ethnischen Gesellschaften rechtmäßig mit Männern ihrer eigenen Gruppe sexuell verkehren dürfen, diese jedoch nicht ihre rechtmäßigen Ehepartner werden können. Exogamieregeln gründen also nicht direkt auf der Inzestschranke, welche nur die Wahl von Sexualpartnern betrifft, sondern dienen aus ethnosoziologischer Perspektive vor allem sozialen und politischen Zwecken, beispielsweise der Allianzbildung. Es handelt sich also nicht um eine anthropologische Konstante, sondern um eine (mehr oder weniger) verbindliche soziale Norm, die unterschiedliche soziale Funktionen haben und z. B. durch soziale Lernprozesse entstanden sein kann.
Demgegenüber argumentierte Edvard Westermarck, dass es sich bei der Exogamie nicht um eine soziale oder kulturelle, sondern um eine evolutionspsychologische Funktion handle, welche die Lernprozesse im jungen Alter präge: Sexuelle Anziehung entwickle sich nicht, wenn Menschen in großer Nähe aufgewachsen sind. Exogamie biete somit einen Selektionsvorteil durch Vermeidung von Inzucht und Erkrankungen der Nachkommen. Damit setzt sich Westermarck, dessen Hypothese in einigen empirischen Studien bestätigt wurde, von Sigmund Freuds Theorie des Ödipuskonflikts ab. Die generelle Gültigkeit seiner Erklärung wird jedoch bestritten, u. a. von Eran Shor und Dalit Simachai auf Basis einer empirischen Untersuchung über Menschen, die in israelischen Kibbuzim gemeinsam aufwuchsen. Auch Jesse Bering hält 2010 die Exogamie für eine kulturelle Norm: Menschen würden sexuelle Präferenzen vor allem gegenüber Personen entwickeln, die ihren Eltern oder ihnen selbst ähneln.

## Soziale Funktionen und Folgen eines radikalen Exogamiegebots
Eine soziale Weiterentwicklung von Exogamieregeln in (evolutionsgeschichtlich betrachtet) relativ kurzer Zeit und ihr Funktionswandel kann anhand ihrer ständigen Radikalisierung durch das Christentum im Verlauf von mehr als 1000 Jahren beschrieben werden: Von Augustinus’ Verbot des Inzests über Ambrosius’ Verbot der Cousinenheirat, das durch Theodosius I. bestätigt wurde, und den Beschlüssen des Konzils von Ephesos im Jahr 431 führte diese Entwicklung bis zu weitreichenden Heiratsverbote für entfernte Verwandte im Hochmittelalter in immer weiteren Graden und in mehreren Richtungen, nicht nur innerhalb der Blutsverwandtschaft, sondern auch in der Schwiegerverwandtschaft und innerhalb der geistlichen Verwandtschaft (Patenschaft). Die neuen Regeln gingen weit über die biblischen Regeln hinaus. Die katholische Kirche zerschlug damit die endogame Familie, die zugleich eine Quelle der Akkumulation von Vermögen und Macht war. Das diente zunächst der Abgrenzung gegenüber den Juden und stärkte die Missionierung durch Nachahmung in Bekanntenkreisen und Netzwerken, entwickelte sich aber zu einer expansiven Strategie der Öffnung und Sprengung von Verwandtschaftssystemen ganz allgemein. Diese Strategie verhinderte erfolgreich eine Selbstbeschränkung der Christen in Richtung der Bildung einer endogamen ethnisch-religiösen Gruppe. Dadurch wurde der allgemein verbindliche Erlösungsanspruch des Christentums für alle Menschen im Gegensatz zur Volksbezogenheit des Judentums unterstrichen.
Parallel zu dieser Entwicklung setzten sich die Erhebung der Ehe zum Sakrament, das Postulat ihrer Unauflösbarkeit, Monogamie, Zölibat, Sexualfeindlichkeit, Wertschätzung der Virginität, aber auch eine Erhöhung der Stellung der Frau in Kirche und Gesellschaft durch, die im Marienkult gipfelte: Im Jahr 325 wurde Maria als Gottesgebärerin (theotókos) ausgerufen.
Später diente diese Politik der Kirche der Verhinderung der Vermögensübertragung innerhalb der Familien, insbesondere der Beschränkung der Macht des Adels – für den europaweit versippten Hochadel waren die Heiratesverbote kaum noch einzuhalten –, und der Eindämmung mächtiger Familiennetzwerke, also lästiger Konkurrenten. Bald gab es kaum noch Menschen, die man heiraten konnte, um zu erben. Die Politik der Ausweitung der Heiratsverbote erreichte ihren Gipfel im 11. Jahrhundert, als Heiraten bis zum 7. Grad der Verwandtschaft verboten waren, wurde aber teilweise bis in das 18. Jahrhundert fortgesetzt: Auch Ehen mit der Witwe des Bruders, zwischen Nachkommen eines Urgroßvaters (das entspricht der Kosanguinität dritten Grades) oder Kindern von Pateneltern waren noch in der frühen Neuzeit kirchenrechtlich verboten.

## Beispiele
Exogam heiratende Völker sind beispielsweise die Nuer und die Lotuko (Afrika), die Rajputen (Indien), die Sherpa (Himalaya-Gebirge), die Ainu (Japan), die Kickapoo, Acoma und Absarokee (Nordamerika).
In den vielen ethnischen Gesellschaften in Papua-Neuguinea, die sich in zwei „Hälften“ unterteilen (Moiety-Systeme), dienen diese vorwiegend der Regelung der gegenseitigen exogamen Eheschließungen. Zwischen ihnen ist endogames Heiraten streng verboten, der Ehepartner muss bei der anderen Hälfte der Gesellschaft gesucht werden (beispielsweise bei den Tolai).
Die in Indien verbreitete Kastenendogamie wird überlagert von einer extremen Clan-Exogamie und Dorf-Exogamie der höheren Kasten sowie von der Hypergamie, wobei die Braut einer niedrigeren Subkaste entstammt.